# العلاقات الكوستاريكية اللاوسية
العلاقات الكوستاريكية اللاوسية هي العلاقات الثنائية التي تجمع بين كوستاريكا ولاوس.

## مقارنة بين البلدين
هذه مقارنة عامة ومرجعية للدولتين:
| وجه المقارنة                                              | كوستاريكا                                 | لاوس        |
| --------------------------------------------------------- | ----------------------------------------- | ----------- |
| المساحة (كم2)                                             | 51.10 ألف                                 | 236.80 ألف  |
| عدد السكان (نسمة)                                         | 4.91 مليون                                | 6.86 مليون  |
| الكثافة السكانية (ن./كم²)                                 | 96.09                                     | 28.97       |
| العاصمة                                                   | سان خوسيه                                 | فيينتيان    |
| اللغة الرسمية                                             | اللغة الإسبانية                           | اللغة اللاو |
| العملة                                                    | كولون كوستاريكي                           | كيب لاوي    |
| الناتج المحلي الإجمالي (بليون دولار)                      | 57.06 مليار                               | 16.85 مليار |
| الناتج المحلي الإجمالي (تعادل القوة الشرائية) بليون دولار | 74.98 مليار                               | 38.71 مليار |
| الناتج المحلي الإجمالي الاسمي للفرد دولار أمريكي          | 11.26 ألف                                 | 1.82 ألف    |
| الناتج المحلي الإجمالي للفرد دولار أمريكي                 | 14.92 ألف                                 |             |
| مؤشر التنمية البشرية                                      | 0.766                                     | 0.575       |
| رمز المكالمات الدولي                                      | +506                                      | +856        |
| رمز الإنترنت                                              | .cr، قائمة نطاقات المستوى الأعلى للإنترنت | .la         |
| المنطقة الزمنية                                           | 00                                        | ت ع م+07:00 |

## منظمات دولية مشتركة
يشترك البلدان في عضوية مجموعة من المنظمات الدولية، منها:
| علم المنظمة | اسم المنظمة                        | تاريخ انضمام كوستاريكا | تاريخ انضمام لاوس |
| ----------- | ---------------------------------- | ---------------------- | ----------------- |
|             | مؤسسة التنمية الدولية              | 30 يونيو 1961          | 28 أكتوبر 1963    |
|             | منظمة حظر الأسلحة الكيميائية       | ?                      | ?                 |
|             | يونسكو                             | 19 مايو 1950           | 9 يوليو 1951      |
|             | الأمم المتحدة                      | 2 نوفمبر 1945          | 14 ديسمبر 1955    |
|             | وكالة ضمان الاستثمار متعدد الأطراف | 8 فبراير 1994          | 5 أبريل 2000      |
|             | البنك الدولي للإنشاء والتعمير      | 8 يناير 1946           | 5 يوليو 1961      |
|             | مؤسسة التمويل الدولية              | 20 يوليو 1956          | 29 يناير 1992     |
|             | منظمة الشرطة الجنائية الدولية      | ?                      | ?                 |

## وصلات خارجية
- موقع وزارة الخارجية الكوستاريكية